# Željko
Željko je mužské křestní jméno slovanského původu, četné zejména v zemích bývalé Jugoslávie, obzvláště pak v Chorvatsku. Podle chorvatského kalendáře slaví svátek 23. května, společně se jménem Naďa. Dalšími podobami tohoto jména jsou Želko a Željan.
Ženská podoba tohoto jména je Željka, řidčeji také Željana nebo Željkica.

## Původ
Željko je zkrácená podoba jména Želimir (česky Želimír), které pochází od slova želja, znamenající v chorvatštině touha. Toto jméno je nejčastěji vykládáno jako překlad latinského jména Desiderius (česky Dezider), které znamená toužící, dychtivý či vyžádaný.

## Počet nositelů
K roku 2014 žilo na světě přibližně 82 617 nositelů jména Željko, z toho téměř 56 % v Chorvatsku, kde je šestým nejčastějším jménem.
| Stát                | Četnost | Pořadí  |
| ------------------- | ------- | ------- |
| Chorvatsko          | 46 123  | 6.      |
| Srbsko              | 19 998  | 82.     |
| Bosna a Hercegovina | 11 388  | 49.     |
| Černá Hora          | 2 753   | 41.     |
| Slovinsko           | 2 264   | 259.    |
| Kosovo              | 52      | 3 107.  |
| Severní Makedonie   | 1       | 15 787. |

## Vývoj popularity
V dnešní době je jméno Željko již mezi novorozenci poměrně vzácné. Největší popularitu mělo v Chorvatsku mezi druhou polovinou 40. let a první polovinou 80. let 20. století. Nejpopulárnější bylo v roce 1959, kdy jej získalo 3,67 % novorozenců. Od roku 1965 začala popularita rychle klesat, v roce 2013 činila pouze 0,03 %.

## Významné osobnosti
- Željko Buvač – bosenský fotbalista
- Željko Čajkovski – chorvatský fotbalista a trenér
- Željko Erkić – srbský herec
- Željko Franulović – chorvatský tenista
- Željko Heimer – chorvatský vexilolog
- Željko Ivanek – americký herec slovinského původu
- Željko Joksimović – srbský zpěvák
- Željko Kalac – australský fotbalový trenér chorvatského původu
- Željko Komšić – bosenský politik
- Željko Milinovič – slovinský fotbalista
- Željko Petrović – srbský fotbalista a trenér
- Željko Ražnatović – politik a velitel Srbské dobrovolnické gardy
- Željko Šturanović – černohorský politik